# Davey Havok
David Paden Marchand (rodným jménem David Paden Passaro, 20. listopadu 1975), známý jako Davey Havok, je americký hudebník a zpěvák rockové skupiny AFI. Jako zpěvák působí i v synth-popové skupině Blaqk Audio, hardcore punkové skupině XTRMST a new wave skupině Dreamcar.
Je otevřeným zastáncem životního stylu straight edge a veganství.

## Život
Narodil se 20. listopadu 1975 v Rochesteru ve státě New York. Má italské předky.
Jeho otec zemřel, když mu bylo pět let. Proto se s matkou přestěhoval z Rochesteru do Sacramenta v Kalifornii. Matka se znovu provdala a Davey přijal příjmení svého nevlastního otce. Do osmé třídy navštěvoval katolickou školu. Rodina se koncem 80. let přestěhovala do Ukiaha, kde v roce 1993 absolvoval Ukiah High School.
Po střední škole studoval Kalifornskou univerzitu v Berkeley. Během druhého ročníku se začal věnovat skupině AFI, kterou spoluzaložil se svými přáteli, a univerzitu opustil. Se skupinou vydal jedenáct studiových alb.
Kromě této kapely zpívá i ve skupinách Blaqk Audio, XTRMST a Dreamcar.
Mimo hudbu se věnuje i psaní knížek, herectví a módě.

## Diskografie

### AFI
- Answer That and Stay Fashionable (1995)
- Very Proud of Ya (1996)
- Shut Your Mouth and Open Your Eyes (1997)
- Black Sails in the Sunset (1999)
- The Art of Drowning (2000)
- Sing the Sorrow (2003)
- Decemberunderground (2006)
- Crash Love (2009)
- Burials (2013)
- AFI (2017)
- Bodies (2021)

### Son of Sam
- Songs from the Earth (2001)

### Blaqk Audio
- CexCells (2007)
- Bright Black Heaven (2012)
- Material (2016)
- Only Things We Love (2019)
- Beneath the Black Palms (2020)
- Trop d'amour (2022)

### XTRMST
- XTRMST (2014)

### DREAMCAR
- Dreamcar (2017)